# Combat du Zyp
Deuxième Coalition
Batailles
Guerre de la Deuxième Coalition
- St George's Caye (navale) (09-1798)
- Nicopolis (10-1798)
- Corfou (11-1798)
- Copenhague (navale) (04-1801)
- Algésiras (navale) (06-1801)

Campagne de Hollande
- Callantsoog (08-1799)
- Vlieter (08-1799)
- Zyp (09-1799)
- Bergen (09-1799)
- Alkmaar (10-1799)
- Castricum (10-1799)

Campagne de Suisse
- Ostrach (03-1799)
- Feldkirch (03-1799)
- 1re Stockach (03-1799)
- Frauenfeld (05-1799)
- Winterthour (05-1799)
- 1re Zurich (06-1799)
- Schwytz (08-1799) (en)
- Amsteg (08-1799)
- Saint-Gothard (09-1799)
- 2e Zurich (09-1799)
- Linth (09-1799)
- Muten (10-1799) (ru)
- Engen (05-1800)
- 2e Stockach (05-1800)
- Moesskirch (05-1800)
- Biberach (05-1800)
- Erbach (05-1800)
- Höchstädt (06-1800)
- Ampfing (12-1800)
- Hohenlinden (12-1800)

Campagne d'Égypte
- Malte 1 (06-1798)
- Malte 2 (06-1798)
- Alexandrie (07-1798)
- Chebreiss (07-1798)
- Pyramides (07-1798)
- 1re Aboukir (08-1798)
- Salheyeh (08-1798)
- Malte 3 (09-1798)
- Sédiman (10-1798)
- Caire (10-1798)
- Samanouth (01-1799)
- El Arish (02-1799)
- Syène (02-1799)
- Jaffa (03-1799)
- Saint-Jean-d'Acre (03-1799)
- Mont-Thabor (04-1799)
- 2e Aboukir (07-1799)
- Damiette (11-1799)
- Héliopolis (03-1800)
- 3e Aboukir (03-1801)
- Mandora (03-1801)
- Canope (03-1801)
- Fort Jullien (04-1801)
- Le Caire (06-1801)
- Alexandrie (08-1801)

2e Campagne d'Italie
- Vérone (03-1799)
- Magnano (04-1799)
- Cassano (04-1799)
- Mantoue (04-1799)
- Bassignana (05-1799)
- 1re Marengo (05-1799) (en)
- Modène (06-1799) (en)
- Trebbia (06-1799)
- 2e Marengo (06-1799) (en)
- Novi 1 (08-1799)
- Rome (09-1799)
- Mannheim (09-1799) (en)
- Novi 2 (10-1799) (en)
- Genola (11-1799)
- Gênes (04-1800)
- Sassello (04-1800) (en)
- Fort Bard (05-1800)
- Verceil (05-1800)
- Turbigo (05-1800)
- Montebello (06-1800)
- 3e Marengo (06-1800)
- Pozzolo (12-1800)

Le combat du Zyp (également nommé action de Slaper-Dyckou bataille de Zijpedijk ou encore bataille de Krabbendam) est un épisode de l'invasion anglo-russe de la Hollande qui a opposé des troupes de la République batave aux Britanniques le 10 septembre 1799. Elle a vu s'affronter les forces du général britannique Ralph Abercromby à celles des généraux français Brune et batave Daendels à proximité de Krabbendam. À la suite de la bataille de Callantsoog, les Britanniques parvinrent à établir une tête de pont à l'extrême nord de la péninsule de Hollande-Septentrionale. L'objectif du général français Brune était alors de les déloger avant qu'ils ne puissent recevoir des renforts de la coalition anglo-russe, mais les Britanniques parvinrent à l'emporter. 

## Contexte
Les forces anglaises débarquèrent dans le nord de la Hollande à partir du 27 août 1799, et capturèrent la garnison hollandaise du Helder le 30 août. En attendant le reste des forces anglaises ainsi que les forces russes qui devaient les rejoindre, les Anglais se retranchèrent dans le Zyp, ancien marais asséché, et entrecoupé de canaux formant une sorte d’échiquier. Chaque canal était bordé de grandes digues qui en faisaient un retranchement naturel offrant d'excellentes positions.
Soutenu par les envahisseurs britanniques, l'ancien stathouder Guillaume V comptait sur un soulèvement du peuple batave contre les Français pour retrouver le pouvoir. Cependant, les forces terrestres néerlandaises, à l'instar de la population civile de Hollande-Septentrionale, se montrèrent peu sensibles au pouvoir de persuasion du prince. Entre toute autre chose, l'invasion eut surtout pour effet d'unir le pays contre les envahisseurs. Les déclarations arrogantes du prince, ordonnant sur un ton péremptoire au peuple néerlandais de rallier les orangistes ne fut ainsi pas enclin à convaincre les Néerlandais de l'intérêt du retour d'un stathouder. Sans surprise, l'appel au soulèvement prononcé par l'ancien Stathouder en personne à Lingen trouva peu d'échos auprès de la population. 
Un regroupement hétéroclite d'Orangistes, émigrés vers le Pont Westervoortsche à proximité d'Arnhem, fut facilement mis en déroute par un petit détachement de la Garde nationale batave le 4 septembre, ce qui démontra que les envahisseurs devraient s'employer pour parvenir à leurs fins. D'autres offensives orangistes dans l'Est des Pays-Bas et en Frise aboutirent au même résultat. Cependant, le Directoire exécutif de la République batave déclara la loi martiale, ce qui conduisit entre autres mesures d'urgence à l'arrestation et à l'exécution de l'une des partisanes aristocrates du Stathouder, la baronne Judith van Dorth

## Ordre de bataille
| Armée gallo-batave (Brune), 21 000 hommes | Armée anglaise (Abercromby), 17 000 hommes |
| --- | --- |
| gauche (le long des dunes) division française Vandamme, 7 000 hommes brigade David brigade Fuzier 49e demi-brigade, Paradis centre, Koë-Dyk, puis Krabbendam 1re division batave Dumonceau, 6 000 hommes Avant-garde, Gilquin 1re brigade, Bonhomme (nl) 2e brigade, Bruce droite, en avant de Sint Pancras, puis Sint-Maarten 2e division batave, Daendels, 8 000 hommes | droite, Petten 4e brigade, Moore, 3 100 hommes 2e bataillon du 1er régiment royal 25e régiment 49e régiment 92e régiments de Highlanders centre troupes d'Abercromby brigade Pulteney brigade Don, 5 000 hommes 17e régiment 20e régiment 40e régiment 63e régiment |

## La bataille
Après avoir reçu plusieurs renforts, le général Brune déploya une division commandée par le général français Dominique Vandamme, et ordonna au général Dumonceau de déployer l'essentiel de sa seconde division batave en marche forcée depuis la Frise. Ce dernier parvint le 9 septembre à Alkmaar. L'armée franco-batave se composait alors d'environ 25 000 hommes, contre environ 20 000 chez les Britanniques. Étant donné cette supériorité numérique, et face au risque de voir l'armée britannique renforcée à tout moment, Brune décida d'attaquer les positions tenues par Abercromby.
La bataille qui eut lieu près d'Alkmaar sur le polder de Zijpe le 10 septembre fut cependant favorable aux britanniques, et mit en déroute les Bataves et les Français. Une gestion médiocre des hommes, cantonnant les deux divisions bataves à emprunter une unique route étroite alors qu'elles devaient se rencontrer au hameau de Krabbendam constitua la cause principale de cette défaite. Ce hameau se situait à proximité de l'une des seules routes d'accès au polder de Zijpe, où Abercromby avait installé l'un de ses camps. Le polder constituait quant à lui une redoute naturelle, les digues faisant office de remparts, et le canal de drainage l'entourant de douves. La route d'accès étroite constituait non seulement l'une des rares voies d'accès faciles, mais également l'une des plus faciles à défendre. Le plan initial des Franco-bataves était d'attaquer ce point d'entrée au moyen des deux divisions, mais étant donné que les troupes de Daendels furent contraintes d'emprunter une route située plus à l'est, seule la division commandée par Dumonceau fut en mesure d'attaquer à temps. La nature défavorable du terrain l'empêcha cependant de se déployer complètement, contraignant de nouveau les troupes à s'engager de manière désordonnée dans le combat. Par la suite, la division française commandée par le général Vandamme ne fut pas non plus en mesure de franchir les obstacles formés par le canal et la digue située derrière lui qui protégeait les troupes britanniques. Vandamme ne parvint ainsi pas à affaiblir le flanc droit des troupes d'Abercromby comme prévu.
Grâce à la supériorité des Britanniques sur les flots, à la fois sur la mer du Nord et le Zuiderzee, les troupes britanniques commandées par le duc d'York (alors à la tête de l'état-major), et supplantées par les troupes russes de Ivan Ivanovitch Hermann von Fersen arrivées le 12 septembre purent facilement débarquer à Den Helder. La nouvelle armée, composée de 40 000 possédait alors un avantage numérique sur les Franco-Bataves, affaiblis et leurs 23 000 soldats.

## Conséquences
Après ce combat, les Anglais complétèrent leur armée avec l'arrivée du duc d'York et sa division. Ils reçurent aussi le renfort des russes du général Hermann. Les troupes gallo-bataves durent faire face à l'ensemble de l'armée anglo-russe à la bataille de Bergen le 19 septembre où elles les vainquirent.